# The Beatles
För andra betydelser, se The Beatles (olika betydelser).
The Beatles ([ˈbiːtɛls]; engelskt uttal: [ˈbiːtəlz]) var en stilbildande brittisk pop- och rockgrupp som var aktiv under 1960-talet och känd som musikhistoriens kommersiellt mest framgångsrika band med bland annat över 1,3 miljarder sålda skivor och flest listettor (20) på den amerikanska singellistan Billboard Hot 100. Bandet, som bildades i Liverpool 1960, bestod under succéåren av de fyra medlemmarna John Lennon, Paul McCartney, George Harrison och Ringo Starr, av vilka de två förstnämnda låg bakom merparten av gruppens egna låtar. Med sina musikaliska innovationer med influenser från en mängd olika genrer kom Beatles att bli en av de absolut mest inflytelserika musikgrupperna i historien och via sin enorma popularitet, genom fansens oerhörda entusiasm känd som "Beatlemania", inte bara spred de musikaliska trender utan påverkade även mode, filmskapande och politik.
Genom spelningar på klubbar i Hamburg byggde Beatles upp ett gott musikaliskt anseende. Bandets manager Brian Epstein såg sedan till att gruppen anammade en mer professionell stil, medan producenten George Martin såg till att bandet kunde utveckla sin musikaliska potential. Dessa faktorer, tillsammans med det nytänkande låtskrivarduon Lennon-McCartney bidrog med, gav alla förutsättningar för den framgångssaga som komma skulle. Bandet spelade under början av 1960-talet in flera album som toppade listorna världen över och utlöste startskottet för den så kallade "brittiska invasionen". Från att ursprungligen ha spelat enkel skiffle, pop och rock'n'roll, experimenterade bandet under senare delen av sin karriär med genrer som psykedelia, västerländsk och indisk klassisk musik. Succéerna avlöste varandra och mellan 1965 och 1969 spelade Beatles in sitt mest kritikerhyllade och inflytelserika material i och med albumen Rubber Soul (1965), Revolver (1966), Sgt. Pepper's Lonely Hearts Club Band (1967), The Beatles (The White Album) (1968) och Abbey Road (1969). Slitningarna inom bandet tilltog dock efterhand och 1970 upplöstes bandet officiellt efter att under en lång period ha präglats av interna konflikter.
Samtliga medlemmar hade efter upplösningen egna framgångsrika solokarriärer och de fortsatte att vara inflytelserika världen över. Många fans hoppades länge att gruppen skulle återförenas, en förhoppning som grusades när John Lennon år 1980 sköts till döds. I dag är Paul McCartney och Ringo Starr, de två kvarvarande före detta medlemmarna efter det att även George Harrison år 2001 avlidit (av lungcancer), fortfarande musikaliskt aktiva.
År 2010 utnämnde tidskriften Rolling Stone The Beatles till den bästa musikgruppen någonsin.

## Historik

### 1956–1961: De tidiga åren, The Quarrymen och Hamburg

#### Liverpool och The Quarrymen

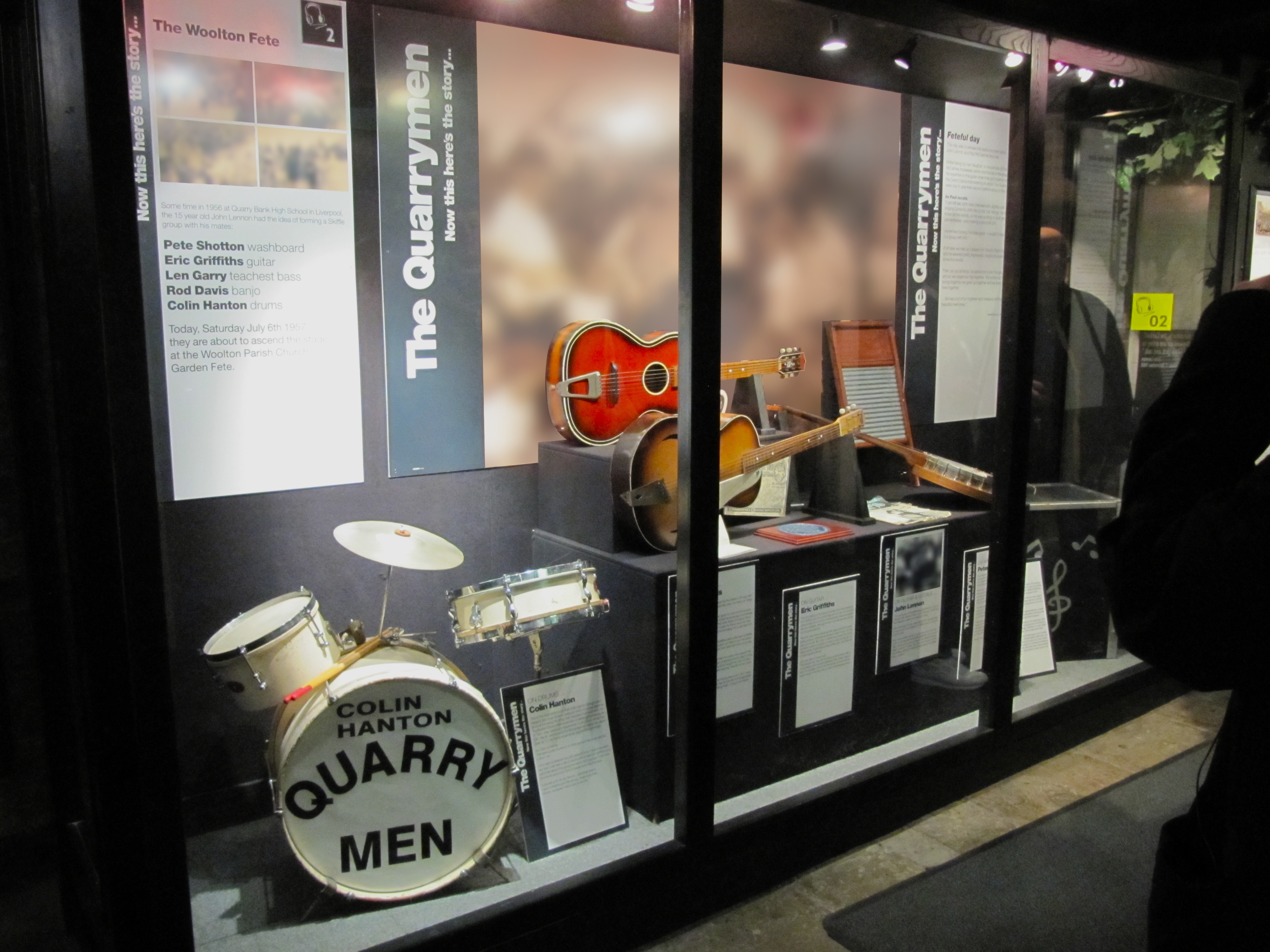
The Quarrymens instrument bevarade på ett museum

John Lennon, Paul McCartney, George Harrison och Richard Starkey (Ringo Starr) föddes alla i Liverpool på 1940-talet. Lennon separerades i tidig ålder från sin mamma, vilket blev till ett trauma för honom under resten av hans liv. Han växte i stället upp hos sin moster Mimi och farbror George och började först i tonåren att så smått träffa sin mamma igen. Efter att modern avlidit i en bilolycka kort efter den återupptagna kontakten gick John in i en period av ångest och startade därpå skifflegruppen The Quarrymen i ett försök att komma vidare i livet. Lennon såg till att bandet fick tag i instrument och ordnade några spelningar och de började snart bli kända lokalt i Liverpool. I samband med en spelning i en kyrka år 1957 träffade Lennon på Paul McCartney och blev snabbt imponerad av dennes musikaliska färdigheter, bland annat för hans kunskaper om ackord och att han kunde stämma en gitarr på rätt sätt. Förutom musikintresset hade de båda ytterligare något gemensamt: även Pauls mamma hade dött i ung ålder (av cancer), något som gjorde att de trots sina annars ganska olika personlighetstyper utvecklade en djup vänskap. Duon började snart att skriva låtar för The Quarrymen och redan nu grundlade de vad som skulle bli ett av historiens framgångsrikaste låtskrivarpar, Lennon–McCartney (ursprungligen McCartney-Lennon). De lovade också varandra att de framöver skulle använda denna beteckning på alla skapade musikverk, antingen de skrivits av dem tillsammans eller var för sig.
Duon var på jakt efter nya medlemmar och sökte efter talangfulla musiker bland sina lokala kontakter. I filmen Living in the Material World kommenterade McCartney George Harrison, som skulle bli bandets sologitarrist: ”Både John och jag spelade lite gitarr, men vi kunde inte riktigt spela solon. Så bra var vi inte. Och jag sa: ’Jag känner den här killen; han är lite ung, men han är bra’.” Lennon var dock till en början skeptisk till att ta med Harrison i bandet på grund av dennes unga ålder, vid tillfället endast 15 år, men efter att denne imponerat på Lennon med sina färdigheter på gitarren fick han ändå rollen som sologitarrist i The Quarrymen.

#### Hamburg
År 1960 bestod The Quarrymen endast av Lennon, McCartney och Harrison, sedan andra medlemmar antingen hade hoppat av eller valt att fokusera på skolarbetet. Lennon, som vid tillfället gick i en konstskola i Liverpool, värvade klasskompisen Stuart Sutcliffe till bandet, då denne nyligen hade sålt en målning och för pengarna köpt en basgitarr. Bandet bytte nu namn flera gånger under kort tid; först till Beatals, sedan till The Silver Beetles, innan det kort och gott blev The Beatles, föreslaget av Sutcliffe. Alan Williams, gruppens dåvarande inofficiella manager, ordnade en bostad till bandet i Hamburg, för möjligheten att få spela inför en större publik på de kända klubbarna i staden. Bandet behövde dock en trumslagare innan Tysklandsresan och man bjöd in Pete Best för provspel; ett test som gick tillräckligt bra för att han skulle anställas. Best var dock mer känd för sin popularitet hos den kvinnliga publiken än för sitt trumspel, men bandmedlemmarna ansåg att hans allmänna stil passade deras enkla skifflerock. Den 17 augusti 1960 anlände The Beatles för första gången till Hamburg.
Det nykomponerade bandet spelade i början av sin vistelse i ett par nyrenoverade strippklubbar som hade gjorts om till klubblokaler, belägna i det ökända kvarteret St. Pauli. Bandmedlemmarna hamnade efter en tid i gräl med ägaren efter att de hade uppträtt på rivaliserande klubbar. Till följd av detta rapporterade hotellägaren den minderårige George Harrison till de tyska myndigheterna, varpå Harrison tvingades lämna Västtyskland. McCartney och Best följde efter några veckor senare då de ska ha startat en "mindre brand", då de bränt upp några kondomer. The Beatles skulle dock komma att resa tillbaka flera gånger under de nästkommande åren, men först efter att Harrison fyllt 18 året därpå, och ge en mängd spelningar – uppskattat till över 280 stycken. Under de långa nätterna, då man ibland uppträdde från klockan 7 på kvällen till 7 på morgonen, använde gruppen drogen fenmetrazin för att hålla energin uppe och de blev snabbt kända som ett spännande och intensivt liveband med uppvridna förstärkare, ett högt tempo och enskilda låtar uppemot 10 minuter långa. Beatles fick under 1961 också göra sin första skivinspelning när de kompade den brittiske rockmusikern Tony Sheridan på hans inspelning av My Bonnie i just Hamburg. John Lennon menade i en intervju långt senare att "Jag kanske föddes i Liverpool, men jag växte upp i Hamburg".

### 1961–1965:Please Please Me, "Beatlemania" och världssuccé

#### Skivkontrakt och Ringo Starr

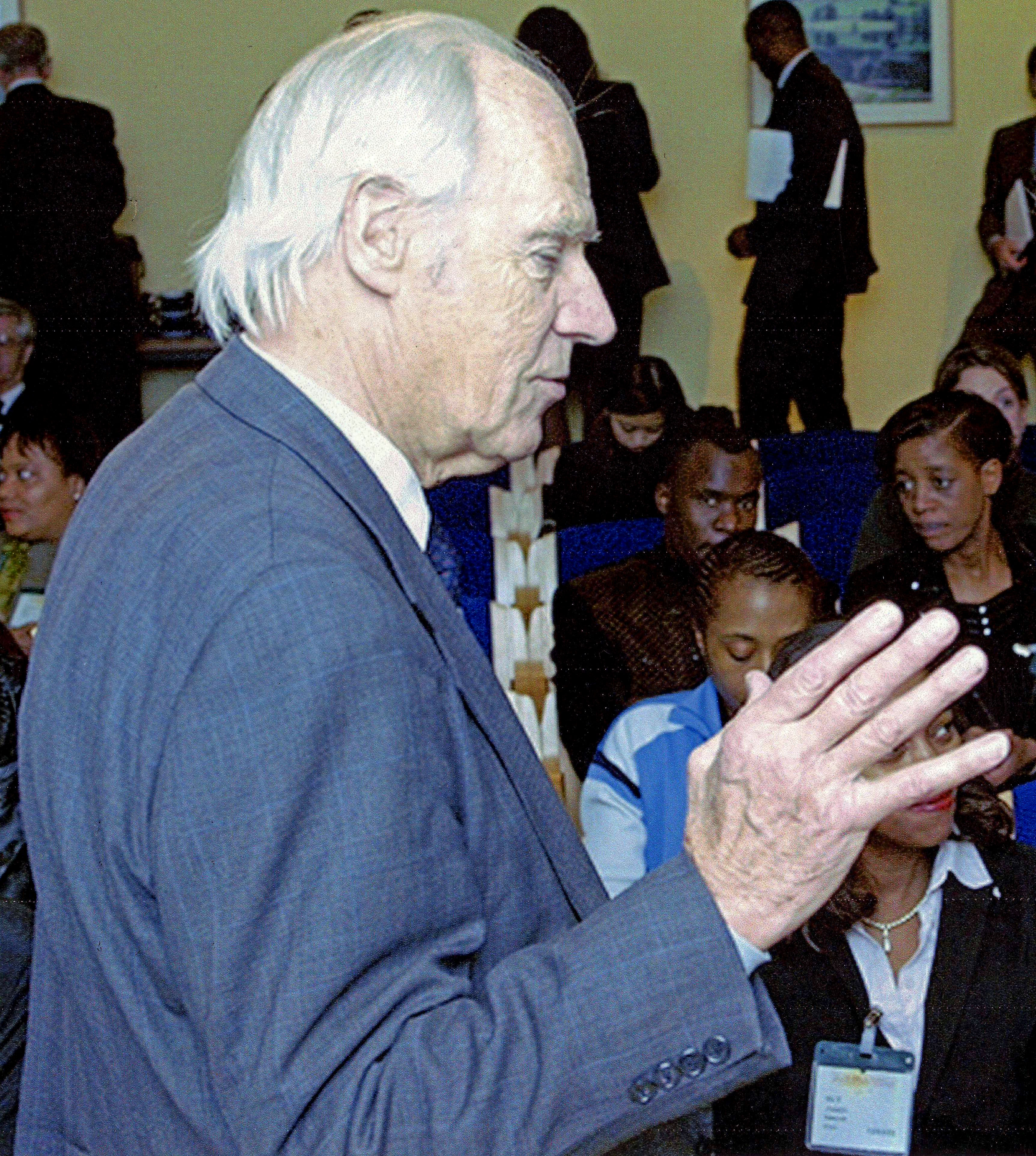
Producenten George Martin.

The Beatles återvände permanent till England 1961, men basisten och konstnären Stuart Sutcliffe valde att stanna i Västtyskland, där han funnit kärleken i konstnärinnan och fotografen Astrid Kirchherr. Bara några veckor efter hemkomsten fick bandet via Kirchherr veta att Sutcliffe hade avlidit av en hjärnblödning, efter att ha kollapsat på en konstlektion. Åsikterna om orsaken till Sutcliffes död går isär. Vissa uppgifter gör gällande att Lennon före hemresan hade misshandlat Sutcliffe. De flesta källor är dock eniga om att någon annan form av trauma mot huvudet orsakade en hjärnskada och sedermera hans död. Bandet blev nu en kvartett, där McCartney visade god vilja och bytte till bas för att fylla Sutcliffes roll. Bandet började spela på Liverpoolklubben "The Cavern" i anslutning till diverse arrangemang som klubben anordnade och de fick snart status som ett kvalitetsrockband som uppträdde ofta. Under en av kvällarna träffade de sin blivande manager Brian Epstein som hade suttit i publiken och hänförts av gruppens framträdande. I en senare intervju berättade han att när han första gången såg bandet uppträda på scen imponerades han omedelbart av deras musik och gillade enormt det han hörde och ansåg att bandet "hade en sorts närvaro och … ’stjärnkvalité’." Det tog inte lång tid innan han fick ansvar för gruppens affärer. Epstein började tidigt att leta efter producenter åt bandet och ordnade snart en audition för Beatles på skivbolaget Decca, där de spelade ett par covers, bland annat Phil Spector-låten "To Know Her Is To Love Her" och ett antal andra låtar från tiden i Hamburg. Efter provspelningen blev The Beatles emellertid, i vad som senare kom att kallas "musikhistoriens största misstag", nekade ett kontrakt av skivbolaget.
Gruppen repade sig dock snabbt och ordnade en ny audition på skivbolaget Parlophone, där de kom i kontakt med producenten George Martin, som senare skulle bli bandets huvudsakliga skivproducent. Martin erbjöd bandet ett skivkontrakt, men klagade tidigt på Pete Bests trumspel och föreslog att man skulle ersätta honom med en studiomusiker på bandets första studioinspelning. Efter att de övriga bandmedlemmarna utan Bests vetskap hade överlagt, kom de överens om att avskeda honom. Att sparka Best var ett under omständigheterna tufft beslut att ta och något de kvarvarande medlemmarna senare skämdes för. "Det gick inte rätt till" menade Paul McCartney i en senare intervju. "Vi skulle ha pratat igenom det ordentligt med [Pete Best] först men i stället lät vi [Brian Epstein] göra jobbet åt oss. Vi var för fega helt enkelt.". När Best fick reda på beslutet blev han förkrossad och han drog sig tillbaka från livet som musiker för en lång tid framöver.
Gruppen insåg att de nu jobbade under tidspress på grund av det liggande kontraktserbjudandet från Martin och de började febrilt att leta efter en ersättare till Best. Gruppen kom snart i kontakt med bandet Rory Storm and The Hurricanes trumslagare Ringo Starr, som Lennon i senare intervjuer kom att beskriva som "Den bästa trummisen i Liverpool under början av 60-talet". Rory Storm hade uppträtt parallellt med The Beatles på klubbar i Hamburg och banden stötte ofta på varandra mellan spelningarna. The Beatles antog så Starr som sin nya trummis sedan denne lovat sin tidigare grupp att stanna kvar tills de hade hittat en ersättare. Besättningen med John Lennon, Paul McCartney, George Harrison och Ringo Starr skulle bestå under The Beatles resterande karriär.

#### Genombrottet ochPlease Please Me

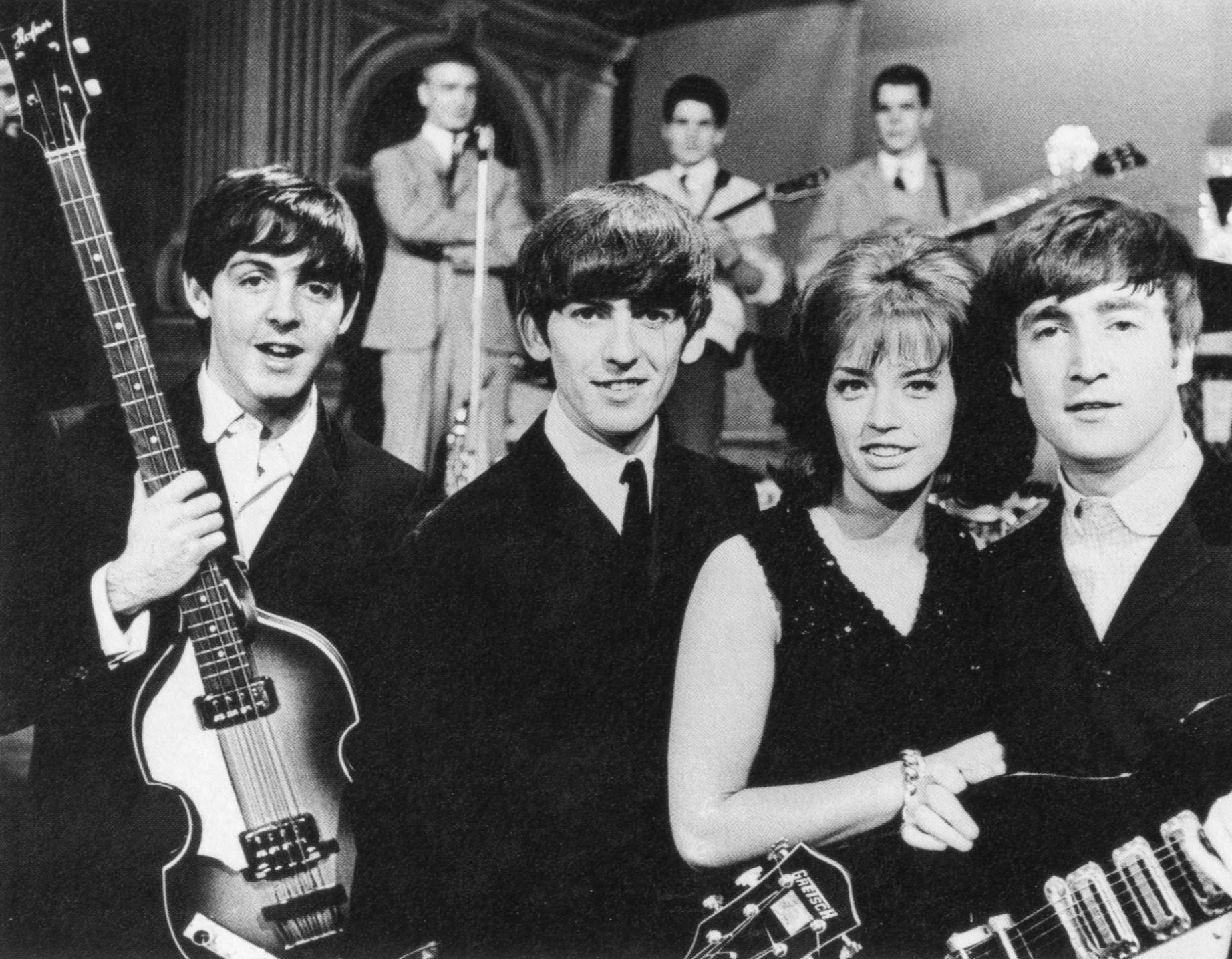
The Beatles med Lill-Babs i Drop-In 1963.

Den nybildade kvartetten samlades för första gången på Abbey Road Studios i London för att spela in sin debutsingel, Lennon–McCartney-låten "Love Me Do". Trots att bandet hade ersatt Best med Starr fortsatte George Martin att klaga på trumspelet och han hyrde därför in studiomusikern Andy White för inspelningen. Starr hänvisades i stället till att spela tamburin, vilket han något dystert accepterade. "Love Me Do" nådde plats nummer 17 på singellistan i England och blev därmed en stor framgång för bandet som bara året innan hade varit tvunget att kämpa för att få spela på nedgångna, tvivelaktiga klubbar. Vid tiden var det inte vanligt att popgrupper själva skrev sitt material och George Martin pressade därför Lennon och McCartney att antingen skriva flera kommersiellt gångbara låtar eller, likt andra popgrupper, spela in färdigskrivna kompositioner av yrkeslåtskrivare.
I samband med de pågående studioinspelningarna åkte Beatles tillsammans med andra artister på turné runtom i England och spelade på olika klubbar. På väg i en turnébuss skrev Lennon och McCartney låten "Please Please Me" och presenterade den därefter för George Martin. Producent Martin gav sitt "ja" till att spela in låten och efter studiosessionen gratulerade han gruppen med ett spontant: "Grattis, ni har just gjort er första listetta". Det visade sig snart att Martins proklamation skulle bli till sanning då låten efter endast två veckor klättrade till förstaplatsen på Englands singellista.
Till följd av den plötsliga succén samlade Martin bandmedlemmarna och studiopersonal för att snarast spela in ett debutalbum med Beatles och på kort tid repeterade man ihop en samling av både egna och andras låtar. Martin kämpade med att försöka fånga gruppens sound från deras bejublade livespelningar och övervägde ett tag att spela in hela albumet live inför en hemmapublik. Debutalbumet spelades in på drygt 10 timmar varefter instrumentala pålägg från bandet och Martin lades på. Albumet, som släpptes 22 mars i Storbritannien, fick titeln Please Please Me efter hitsingeln som också fanns med på albumet. Gensvaret blev omedelbart: Please Please Me toppade listorna i England och stannade kvar på förstaplatsen i 30 veckor - innan den så småningom avlöstes av gruppens nästa album With the Beatles.
Omtumlade av de oväntade framgångarna spelade bandet in hitsinglarna "From Me to You" och "She Loves You" som båda snart toppade listorna i England. Brian Epstein försökte nu sälja Beatles skivrättigheter till amerikanska skivbolag som vid tillfället dock inte var intresserade. Det skulle därför dröja något år innan gruppens låtmaterial blev kommersiellt tillgängligt i USA i och med släppet av "I Want to Hold Your Hand".
The Beatles första utlandsturné efter genombrottet skedde 24–31 oktober 1963 och gick till Sverige, där man spelade i bland annat Stockholm och Göteborg. Bandet var då i stort sett okänt för den svenska publiken och pressens omdöme var blandat. Bland annat skrev Nya Wermlands-Tidningen att bandet spelade "amatörmässig hambo". The Beatles gjorde ett längre besök i Stockholm där de medverkade i tv-programmet Drop In och samtidigt träffade den svenska sångstjärnan Lill-Babs som de fick autografer av. Bandet besökte också Stadshuset och Hötorget och poserade för en bild som senare skulle hamna på omslaget till deras kommande EP Long Tall Sally. När bandet återvände till England möttes de av jublande fans på Heathrow flygplats i London.

#### "The British Invasion"
With the Beatles släpptes den 22 november 1963, åtta månader efter debutalbumet, och blev liksom detta en kommersiell succé. Albumet puttade ner Please Please Me från förstaplatsen på topplistan och skulle komma att toppa listan i hela 51 veckor. En samtida nyhetsskribent hyllade Lennons och McCartneys låtskrivande och utnämnde duon till "Englands främsta kompositörer under det gångna året" och media döpte bandet till "The Fab Four". På grund av The Beatles förnyade succé med det nya albumet och stora genomslagskraft såg Brian Epstein ånyo en chans för bandet att slå sig in på den amerikanska marknaden. Han såg till att sjösätta en kraftig marknadsföring av bandet i USA, vilket resulterade i att amerikanska skivbolag till slut gav med sig. Den nyinspelade singeln "I Want to Hold Your Hand" släpptes på den amerikanska marknaden där den blev oerhört populär. Den 7 februari 1964 lämnade Beatles England, avvinkade av tusentals fans, för att påbörja sin första turné i USA. När bandet landade på John F. Kennedy-flygplatsen möttes de av en enorm skara jublande fans tillsammans med ett stort pressuppbåd. Detta utgjorde startskottet för "The British Invasion" ("Den brittiska invasionen") då en våg av brittiska artister kom att slå sig in på de amerikanska topplistorna. Gruppens första uppträdande i USA var i tv-programmet The Ed Sullivan Show som sågs av drygt 73 miljoner amerikaner vilket exponerade en hel generation unga i landet för en ny typ av musik. Turnén gick sedan vidare till bland annat Florida där gruppen meddelade att de vägrade att uppträda om publiken på läktarna skulle vara rassegregerad.

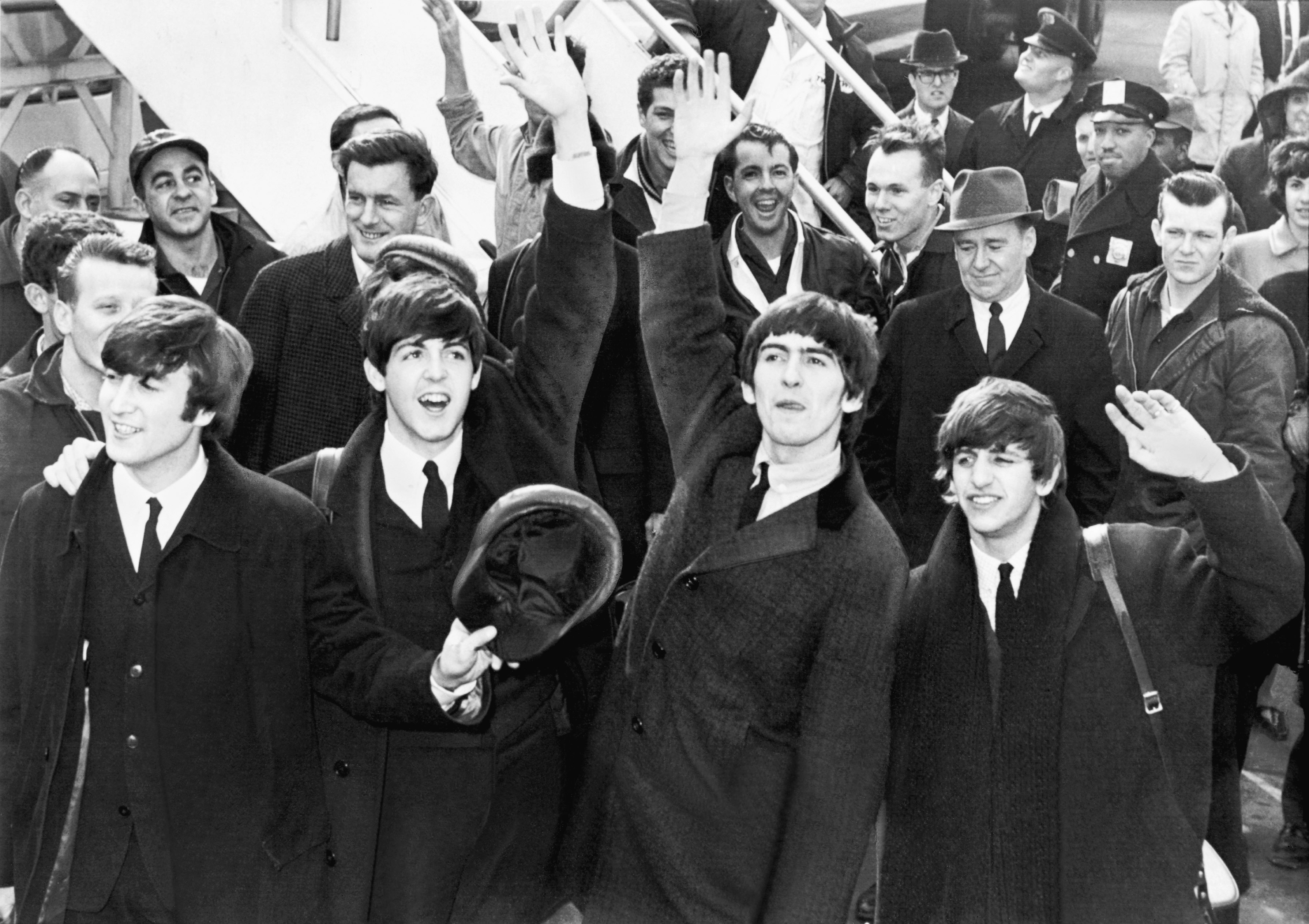
The Beatles anländer på John F. Kennedy International Airport den 7 februari 1964

Bandets första film, A Hard Day's Night, hade premiär den 6 juli 1964 i Storbritannien. Med det medföljande soundtrack-albumet med samma namn togs den emot väl av både kritiker och fans och har i efterhand ansetts som stilbildande för andra samtida musikaliska filmprojekt under 1960-talet. Det mest signifikanta var att alla låtar på det medföljande albumet var skriva av Lennon–McCartney. Att ett band i början av 1960-talet kunde fylla en hel LP med eget material var unikt, med ett undantag - Bob Dylan - och fick många andra samtida grupper att sluta nyttja yrkeskompositörer och i stället börja skriva sina egna låtar.

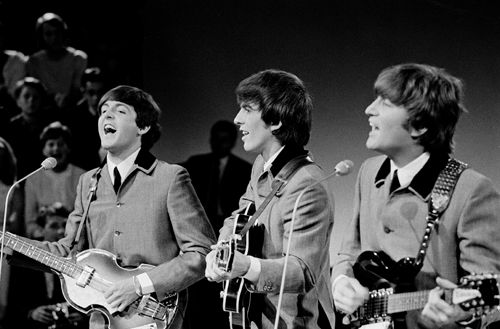
McCartney, Harrison och Lennon uppträder i nederländsk TV, 1964

Beatles fortsatte sin världsomspännande turné och uppträdde bland annat i Holland, Danmark, Hong Kong och Nya Zeeland, där de spelade för en vilt skrikande publik som ibland gjorde det omöjligt för bandmedlemmarna att själva höra vad de spelade uppe på scenen. I augusti 1964 återvände de till USA, där journalisten Al Aronowitz arrangerade ett möte mellan Beatles och artisten Bob Dylan. Mötet musikanterna emellan resulterade också i det engelska succébandets första kontakt med cannabis, en drog som medlemmarna senare skulle nyttja frekvent. Lennon tog djupt intryck av Dylans allmänna stil, vilket inspirerade honom till att gå in en fas som han senare refererade till som sin "Dylan-period" och han började nu bland annat att ägna mer tid åt sina låttexter.

#### Beatles for Sale, LSD och fortsatta framgångar
The Beatles fjärde album, Beatles for Sale, släpptes den 4 december 1964. De kommersiella framgångarna fortsatte och albumet toppade snart Englandslistan där det avlöste gruppens föregående album A Hard Day's Night. Gruppen var dock utmattad av att ständigt vara på turné och Lennon erkände i en intervju att de förväntningar man hade på sig att producera nya alster var belastande: "Att skriva nytt låtmaterial är ett stort problem just nu". De egna låtarna på albumet började dock visa tecken på en växande musikalisk mognad med mer djuplodande texter och avancerade musikstrukturer. Exempelvis var Lennons låt "I'm a Loser" inspirerad av bland annat bandets möte med Dylan.

The Beatles gör reklam för filmen Hjälp! 1965.

I början av 1965 var Lennon och Harrison på middag hos sin tandläkare, vilket resulterade i deras första möte med drogen LSD. Tandläkaren smugglade ner drogen i kaffet han bjöd på, vilket gjorde att medlemmarna ofrivilligt blev påtända. Harrison har senare beskrivit upplevelsen som "helt otrolig". Lennon och Harrison började efteråt regelbundet använda LSD och ibland fick de sällskap av Starr, medan McCartney länge höll sig kallsinnig till drogen och väntade med sin debut till året därpå. McCartney skulle dock bli den första Beatlesmedlem som öppet gick ut med sitt bruk av drogen; detta i en intervju 1967 där han bland annat sa att LSD "gjorde mig till en bättre, ärligare, tolerantare samhällsmedborgare".
I juni 1965 tilldelades The Beatles den Brittiska Imperieorden (MBE) för sina musikaliska framgångar efter att ha nominerats av Storbritanniens dåvarande premiärminister Harold Wilson. Månaden därpå hade gruppens nästa film, Help!, premiär och liksom sin föregångare utkom ett medföljande album tillsammans med filmen. Från albumet släpptes sedan två framgångsrika singlar, "Help!" och "Ticket to Ride". Albumet innehöll också The Beatles första experimenterande med klassisk musik då låten "Yesterday", förutom av en gitarr, bara ackompanjerades av en symfoniorkester. På grund av medlemmarnas intresse av att skriva nytt material skulle gruppen framöver inte komma att spela in fler covers; detta bortsett från den korta versionen av "Maggie Mae" på The Beatles sista album Let It Be. Bandet åkte återigen ut på turné och gjorde bland annat en historisk spelning på Shea Stadium i New York där man spelade inför en publik på 55 600 personer.
Hösten 1965, efter turnén, hade Beatles en period då de inte var bundna till några speciella projekt, vilket de utnyttjade till att spela in sitt nästa album, Rubber Soul. Sporrade av varandras kreativa energi lyckades man upprepa bedriften från A Hard Day's Night genom att fylla hela albumet med originalkompositioner och skivan anses också i efterhand ha utgjort en milstolpe i bandets karriär. Musiken ansågs av musikkritiker vara av mycket högre kvalité än gruppens tidigare material och texternas tema ansågs ha en större spännvidd än tidigare; bland annat behandlades ämnen som döden, otrohet och abstrakta kärleksbudskap. Harrison började hävda sig som låtskrivare och bidrog med två låtar till albumet. Instrumentalt utforskade man nya möjligheter och använde bland annat sitar, fuzzbox och olika typer av klaviaturer för att ge uttryck för sina musikaliska idéer. I likhet med de föregående albumen toppade Rubber Soul listorna i England och fick lysande kritik av såväl samtida som senare recensenter.

### 1966–1970: Turnéstopp och studioåren

#### RevolverochSgt. Pepper's Lonely Hearts Club Band
Efter Rubber Soul väntade ytterligare en världsturné men gruppen hade nu börjat tröttna på att spela en dåligt repeterad repertoar inför en, trots detta, vilt skrikande publik. Utslitna av de ständiga kraven från fans och produktionsbolag att leverera timslånga konserter med minimal vila emellan, funderade nu gruppen på att sluta turnera över huvud taget. Strålkastarljuset på gruppen tilltog ytterligare när Lennon i en brittisk intervju deklarerade: "Kristendomen är på väg utför. Den kommer att minska i betydelse och försvinna. Vi [The Beatles] är just nu populärare än Jesus". Uttalandet ledde till ett ramaskri från den kristna publiken i USA som reagerade mycket negativt på intervjun genom att öppet arrangera bålbränningar av bandets skivor, böcker och souvenirer.
Under våren 1966 inledde Beatles inspelningarna av det kommande albumet Revolver som kom att präglas av gruppens nyvunna intresse för studiotekniken. Inspelningssessionerna ledde gruppen in på ett nytt musikaliskt spår med musik baserad på psykedeliska upplevelser, vilket också skulle komma att prägla större delen av bandets framtida låtmaterial. Under inspelningssessionerna uppfanns bland annat ADT (Artificial Double Tracking) av Abbey Roads ljudtekniker Ken Townsend, en teknik som möjliggjorde att ett sångspår automatiskt dubblerades - allt efter The Beatles önskemål. Tekniken kom senare att användas i studior världen över. Harrison bidrog med tre låtar till albumet varav en, "Love You To", var direkt influerad av hans nyfunna intresse för indisk musik. Strax innan albumsläppet släppte Beatles singeln "Paperback Writer" med b-sidan "Rain" tillsammans med inspelade kortfilmer för att marknadsföra låtarna; ett PR-knep som senare kom att kallas för "de första musikvideorna inom populärmusik".[källa behövs]
Efter albumsläppet gav sig Beatles mödosamt ut på en sista gemensam turné. Under turnén spelade man dock inte några låtar från Revolver, då det nya studioanpassade låtmaterialet inte kunde återges live på konserter. Tumultet i USA efter Lennons jämförelse mellan dem och Jesus hade inte helt lagt sig och fortsatte att påverka bandets popularitet ända till dess att Lennon förklarade sig och gjorde avbön i Chicago. Bandets sista spelning var i Candlestick Park i San Francisco varefter Harrison förklarade att han nu tänkte lämna gruppen, men han besinnade sig efter att Brian Epstein och de andra medlemmarna i bandet lovade att de inte skulle ut på några fler turnéer.
Beatles kunde nu, tack vare att turnékraven upphört, fokusera på att utveckla sin musikaliska identitet i studion och de satte igång med att spela in uppföljaren till Revolver, Sgt. Pepper's Lonely Hearts Club Band. De första tänkta låtarna för albumet som spelades in, "Strawberry Fields Forever" och "Penny Lane", baserades på medlemmarnas barndom i Liverpool och var tänkta att utgöra grundtemat för albumet. Planerna på temat skrotades dock efter att EMI släppt de två låtarna som en gemensam singel 1967. På grund av en rådande praxis inom musikindustrin ansågs det inte lämpligt att inkludera en redan släppt singel på ett album. I stället kom McCartney på ett nytt koncept där bandet skulle gå in rollen som alter egot Sgt. Pepper's Lonely Hearts Club Band. För då, förklarade McCartney i en senare intervju, kunde de sluta vara The Beatles och i stället vara sig själva och skapa den musik de själva ville. Inspelningssessionerna präglades av en kreativ atmosfär medlemmarna emellan och man skapade i samråd med George Martin ljudbilder med experimentella metoder. Alla låttexter på Sgt. Pepper's Lonely Hearts Club Band var tryckta på skivomslagets baksida vilket påstås vara första gången detta förekom på ett popalbum och deras innehåll kom att bli mycket omdebatterade. En del kritiker menade att texterna glorifierade droger och innehöll dolda referenser till narkotikamissbruk. Men skivan hyllades också av recensenter när den släpptes och en kritiker kallade den för "ett avgörande ögonblick i den västerländska civilisationens historia". Talet om albumets storhet är något som kommit att återupprepas under lång tid. Exempelvis listade tidskriften Rolling Stone år 2012 de 500 bästa albumen genom tiderna och placerade då Sgt. Pepper's Lonely Hearts Club Band på första plats. Musikkritikern Ian MacDonald skrev att "Sgt. Pepper's Lonely Hearts Club Band skapade måhända inte sin tids mentala atmosfär, men som en i det närmaste perfekt återspegling förstärkte denna omtalade skiva tidsandan och spred den över världen".

#### Magical Mystery Tour, Indien ochThe White Album

The Beatles (The White Album) omslag.

Sedan Sgt. Pepper's Lonely Hearts Club Band hade släppts började The Beatles bara fyra dagar senare att spela in soundtracket till sin nästa film, Magical Mystery Tour och släppte sedan också, liksom flera gånger tidigare, låtmaterialet på ett album med samma namn. När filmen hade premiär blev den dock sågad av filmkritiker där vissa ansåg att gruppens kändisstatus hade stigit dem åt huvudet, och man tyckte att den var rörig, osammanhängande och dåligt spelad. Filmen blev trots allt en kommersiell framgång för bandet och soundtracket fick till skillnad från filmen mestadels positiv kritik. I januari 1968 spelade Beatles in en tecknad film, Yellow Submarine, som till skillnad från gruppens förra film, fick lysande kritik när den släpptes i juni samma år. Bland annat hyllades filmens humor och dess användande av banbrytande visuella effekter.
I februari 1968 åkte medlemmarna tillsammans med sina fruar till Indien och gurun Maharishi för att ägna sig åt meditation för att, som Lennon uttryckte det, "komma iväg från allting". Under vistelsen satt de enligt Lennon uppe i bergen och ägnade sig åt att "äta usel vegetarisk mat och skriva alla dessa sånger”, vilka de komponerade på akustisk gitarr. De höll sig dessutom i princip drogfria, en stor omställning från deras tidiga omfattande bruk av LSD. Avhållsamheten från droger ledde till att medlemmarna gick in en kreativ period och tillsammans skrev de ungefär 30 låtar som gav dem tillräckligt med material för ett nytt album. Starr blev den förste att lämna Indien eftersom han inte tålde maten och McCartney avbröt snart också sin vistelse medan Lennon och Harrison stannade kvar ytterligare ett par veckor.
Efter hemkomsten till England samlades medlemmarna i Harrisons villa utanför London för att banda ett trettiotal demoinspelningar som skulle utgöra grundmaterialet till deras nästa album, det självbetitlade The Beatles - ofta kallat för The White Album på grund av dess kritvita omslag. Inspelningssejourerna blev dock konfliktladdade och Starr lämnade temporärt gruppen i augusti 1968 vilket tvingade McCartney att spela trummor på två av låtarna. Under inspelningarna övade bandet sällan in ett arrangemang till en ny låt gemensamt, utan den som kom på en låtidé spelade som regel själv in ett ackompanjemang och lade sedan på fler instrument efter hand. På grund av detta kom vissa låtar på albumet att bli rena soloinspelningar, och endast hälften av låtarna på albumet har bidrag från samtliga fyra i bandet. När albumet släpptes fick det blandade recensioner av samtida recensenter. Många menade att det var för politiskt influerat och en del recensenter klagade på den milda ironi som utgjorde temat för vissa av albumets låttexter. Skivan markerade också en brytpunkt i bandets historia på grund av de bråk som hade uppstått mellan bandmedlemmarna. Konflikterna skulle senare leda till The Beatles slutgiltiga upplösning.
Yellow Submarine, ett album som släpptes i januari 1969, innehöll mestadels tidigare osläppt material och soundtracket till filmen med samma namn. Författaren Ian MacDonald kallade musiken för "oaptitligt skräp" och albumet sålde inte speciellt bra i vare sig USA eller England.

#### Abbey Road
I slutet av 1968 var The Beatles nära att splittras på grund av ständiga konflikter men man beslöt sig för att gemensamt göra en sista spelning i Royal Albert Hall, ett projekt de själva kallade "Get Back". Efter ett tag beslöt sig dock gruppen för att kassera idén och började i stället spela in ett helt nytt album. Bandet tog sig an uppgiften genom att repetera in en mängd halvfärdigt skrivna låtar från ett tidigare skede i medlemmarnas karriärer, men den tidigare osämjan från sessionerna till The Beatles hängde kvar och Harrison hotade återigen att lämna gruppen. I ett försök att stävja den dåliga stämningen kallade bandet in den begåvade klaviaturspelaren Billy Preston som en neutral utomstående för att förhindra fler konflikter. Preston bidrog med pianoinsatser under inspelningarna och han krediterades bland annat som medmusikant till bandets nya singel "Get Back". 30 januari 1969 framförde The Beatles också en sista officiell konsert på taket till sitt företag Apple Corps huvudbyggnad i centrala London. Spelningen, som ägde rum vid lunchtid, var helt oanmäld och drog till sig mycket uppmärksamhet från förbipasserande trafikanter och journalister.
Sessionerna fortskred efter framgången med takkonserten som planerat och bandet fokuserade nu på att göra det som av allt att döma skulle bli deras sista album minnesvärt. På initiativ av McCartney fogade bandet samman ett medley bestående av flera icke-sammanhörande låtar tidigare skrivna av Lennon eller McCartney, ett musikaliskt hantverk som var tänkt att utgöra klimax på deras nästa album. George Martin mindes i senare intervjuer att inspelningarna till Abbey Road blev mer harmoniska än de som gjordes innan takkonserten. "Det var ett mycket lyckat album" mindes Martin, "därför att alla trodde att det skulle bli det sista". Detta uttalande till trots, vittnar många inblandade om att stämningen inte var helt oproblematisk under inspelningarna. Lennon, som led av efterdyningarna av en bilolycka i samband med inspelningarna, var bland annat kritisk mot McCartneys medley och ett tag ville han ha låtskrivarnas material uppdelat på var sin albumsida. Harrison började samtidigt att hävda sig som låtskrivare och tog själv initiativ till förbättringar av både sina egna och de andra medlemmarnas låtar vilket ibland innebar att han trotsade de andra medlemmarnas invändningar. Även medlemmarnas privatliv gjorde sig påmint under sessionerna då bland annat Lennons fru Yoko Ono besökte studion där hon ibland gjorde mindre lyckade försök att deltaga i bandets skaparprocess. Lennon ska dessutom enligt vissa källor ha måttat ett inte helt vänskapligt slag mot McCartneys fru Linda McCartney under ett av hennes besök.
The Beatles beslöt sig för att kalla det påbörjade albumet för Abbey Road efter den gata vid vilken deras huvudsakliga inspelningsstudio låg. Albumets omslag, bestående av en bild när medlemmarna gemensamt går över ett övergångsställe utanför studion, har blivit en av världens mest kända och imiterade bilder. Albumets andra sida bestod i princip bara av det medley som tidigare hade snickrats ihop av bandet under inspelningssessionerna och hyllades som bland det mest innovativa The Beatles producerat i sin karriär. Albumet fick som helhet blandad kritik av samtida kritiker vid sitt släpp i september 1969 men har i efterhand av nutida recensenter fått mycket positiv kritik. Särskilt Harrisons bidrag, "Something" och "Here Comes the Sun", har av kritiker hyllats som de bästa låtarna Harrison skrev för bandet.

#### Let It Beoch upplösningen
Trots att Abbey Road blev en succé försäljningsmässigt var stämningen medlemmarna emellan i princip ohämmat aggressiv efter ytterligare en slitsam inspelningsperiod. Den sista gången alla medlemmar befann sig tillsammans i studion var i augusti 1969 då låtordningen till Abbey Road bestämdes, varefter medlemmarna agerade som om gruppen redan hade splittrats. Trots detta hade gruppen av kontraktsskäl ännu inte officiellt annonserat bandets upplösning. Innan bandet kunde upplösas var man tvungen att färdigställa ett misslyckat filmprojekt, Let It Be, som man tidigare påbörjat. Under sessionerna till "Get Back", strax innan bandet började inspelningen av Abbey Road, påbörjades produktionen av en film som ursprungligen var tänkt att skildra bandets kreativa process i studion. I praktiken blev dock filmen en sorts dokumentär om bandets upplösning, då den spelades in under ett läge där konflikterna genomsyrade större delen av arbetet. Bland annat filmades ett bråk mellan Harrison och McCartney som tydligt vittnade om att den tidigare skaparlusten medlemmarna emellan var som bortblåst. Let It Be planerades att spelas på biografer världen över och det ansågs lämpligt att i samband med filmpremiären också släppa ett soundtrack-album. Under slutproduktionen av Abbey Road hade en hel del låtmaterial sållats bort eftersom det inte var färdigt eller ansågs hålla för låg kvalité. Bandet anlitade därför producenten Glyn Johns och gav honom i uppdrag att färdigställa en LP av det kasserade låtmaterialet. De uppmanade honom också att mixa låtarna med minimalt pålägg för att framhäva deras enkla arrangemang. Johns producerade en första version av en LP som dock inte fick bandets godkännande. Lennon såg därför självmant till att utan de övrigas medgivande i stället anlita producenten Phil Spector för att slutföra arbetet.
Under början av 1960-talet hade Spector producerat en rad framgångsrika singlar. Han använde dock andra metoder i sin produktion än vad George Martin och dennes medarbetare hade använt. Under sin karriär hade Spector varit drivande i att forma produktionstekniken Wall of Sound som innebar att låtarna producerades med många pålägg och omfattande instrumentation, något som gick helt emot Beatles önskemål om en nerbantad produktion av albumet. Spector såg till att orkestrera de flesta låtarna med inhyrda musiker. McCartneys låt "The Long and Winding Road" försågs med särskilt mycket pålägg. När upphovsmannen fick höra slutresultatet blev han bestört och ansåg att Spector hade förstört låten genom sin överproducering. McCartney försökte förgäves stoppa låten från att släppas i sitt dåvarande skick och han blev så pass upprörd över Spectors behandling av låten att han tog upp detta i det juridiska efterspelet till The Beatles upplösande.
Albumet Let It Be släpptes den 8 maj 1970 i England och filmen den 13 maj. Albumet Let It Be kom att vinna en Oscar för bästa filmmusik under Oscarsgalan 1970, medan filmen fick blandade recensioner av samtida recensenter. Filmen ansågs dock av nästan samtliga kritiker vara en intressant skildring av bandets sista konfliktladdade månader i studion. Enligt McCartney var det på Lennons initiativ som bandet slutgiltigt bröt upp när han på ett möte meddelade att "Grabbar, jag lämnar gruppen..." och därmed var saken klar. Den 31 december 1970 ansökte McCartney formellt om att splittra The Beatles. De legala dispyterna skulle dock fortgå ända fram till 1974 innan gruppen officiellt upphörde att existera.

## Musiken
Beatles musik spänner över ett brett spektrum av musikstilar och anses ha varit en drivande kraft i formandet av modern populärmusik. Gruppens utveckling från ett poporienterat pojkband till en musikalisk pionjär, anses av många vara en av musikhistoriens framgångsrikaste karriärer någonsin. Lennon–McCartney, det vill säga John Lennon och Paul McCartney, skrev huvuddelen av gruppens låtmaterial och krediterades som duo oavsett vem som hade skrivit låten på grund av ett tidigt låtskrivaravtal parterna emellan (se artikeln Lennon–McCartney). Harrison blev dock efterhand allt mer driven som låtskrivare och hade från och med Help! alltid med minst ett spår på varje album. Även producenten George Martin bidrog till bandets musik. Han spelade instrument på vissa låtar, skrev och dirigerade orkesterarrangemang och försökte tillsammans med sina ljudtekniker Geoff Emerick och Norman Smith tillfredsställa bandmedlemmarnas musikaliska önskemål gällande studioteknik. Många kritiker anser att hans för tiden liberala syn på musikgruppers egen kreativa förmåga var en avgörande anledning till The Beatles banbrytande musikproduktion.

### Från enkel rock till nya influenser

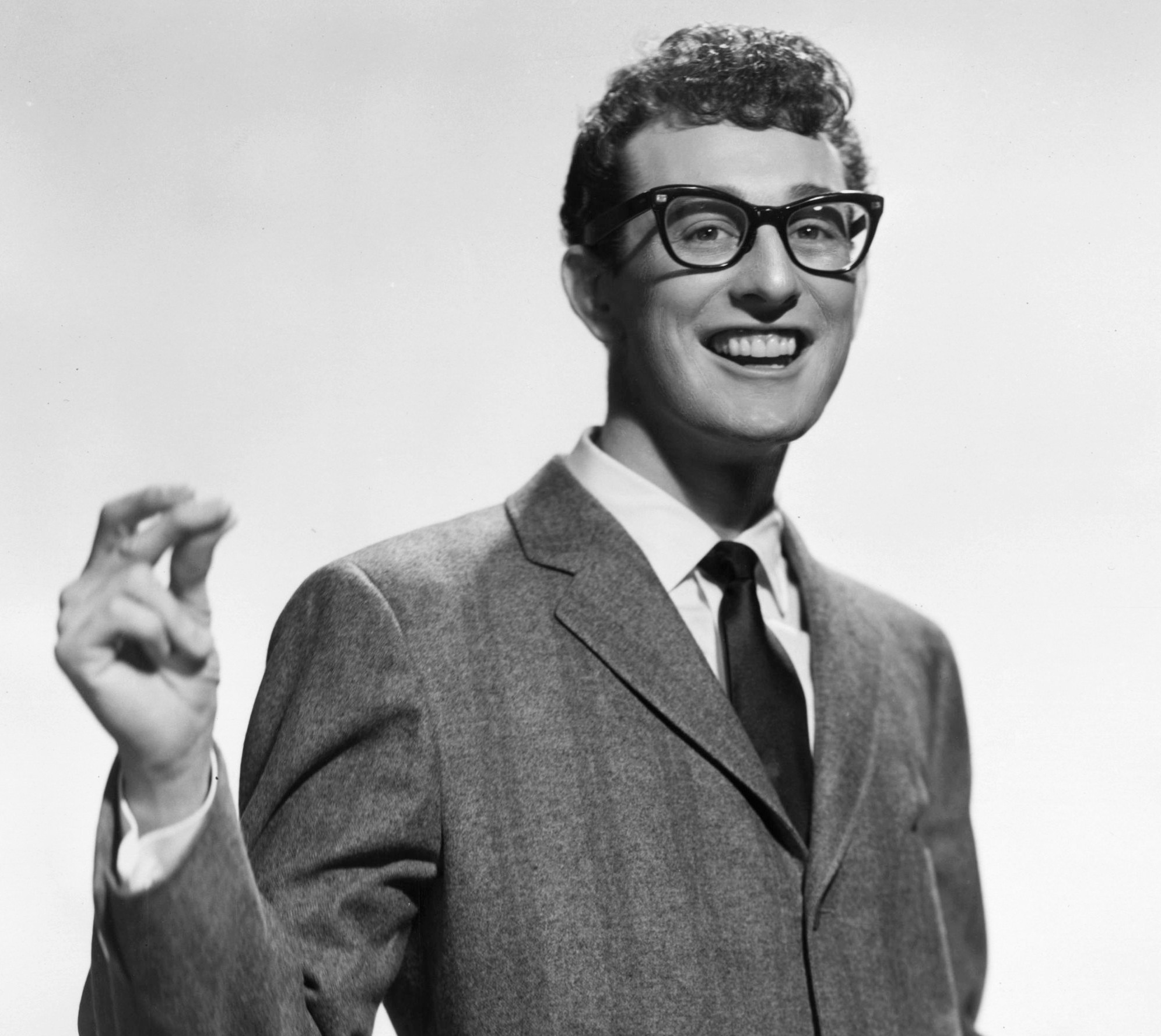
Buddy Holly var en av The Beatles största tidiga influenser

John Lennons tonårsband The Quarrymen spelade enkel skiffle, rockabilly och rock'n'roll som bandet hämtade från 1950-talsartister som till exempel Elvis Presley. The Beatles fortsatte på detta vis  och spelade många covers - främst under sina tidiga uppträdanden i Hamburg men även en hel del på sina tidiga album - av till exempel Little Richard, Buddy Holly och Carl Perkins, som alla var pionjärer inom genren rock'n'roll. Den musik som Beatles spelade under början av karriären brukar beskrivas som en blandning av genrerna merseybeat och rock'n'roll - båda bland de mer spelade i Liverpool under början av 1960-talet. Bandet blev känt i Hamburg och England bland annat för sina vilda liveuppträdanden där de ofta var drogpåverkade och på gränsen till besatta i sina framföranden. Låtarrangemangen var enkla och bestod oftast av ett par verser med två refränger emellan, ett gitarrsolo (oftast spelat av George Harrison) och sedan en refrängrepris innan låten var slut. På The Beatles tre första album utvecklades inte musiken speciellt mycket då gruppen höll sig till sina tidiga rock'n'roll-artade influenser med samma grundarrangemang. Många kritiker anser dock att gruppens tidiga material var av mycket högre kvalité än deras samtida konkurrenters. Ian MacDonald skrev om låten "All My Loving", som återfinns på gruppens andra album With the Beatles, att "[The Beatles] musikaliska konkurrenter bara kunde titta på med avundsjuk häpnad över att en sådan bra låt endast var hänvisad till att vara utfyllnadsmaterial på en LP". Musikrecensenter pekar också på att musiken långsamt förändrades till att bli allt mer sofistikerad och att produktionen ständigt gjorde framsteg. På gruppens tredje album, A Hard Day's Night, blev det albumbetitlade öppningsspåret omtalat för sitt "mäktiga öppningsackord" som senare har blivit föremål för en musikalisk analys av ett flertal musikvetare. Dagens Nyheter skrev i en artikel från oktober 2014 att ackordet "startade en revolution" och att det "inledde harmonikens gyllene era inom popmusiken". Vid sidan av det så kallade Tristan-ackordet från Wagners Tristan och Isolde är det världens mest diskuterade och analyserade ackord.
De flesta kritiker anser att låten "Ticket to Ride", som släpptes 1965, markerar en ny fas inom gruppens musikaliska utveckling. Arrangemanget var i grunden enkelt men låten var speciell i och med att den instrumentala intensiteten var osedvanligt uppskruvad och att låtens text var ovanligt passiv och inte uppmanade till konfrontation (med en flickvän i det här fallet) utan till en passiv acceptans. Ian MacDonald menar att låten med dess ringande elgitarrer, djupa trumsound och ovanliga psykologiska djup, var enastående för sin tid. MacDonald spekulerade också i att låten kan ha tillkommit som en första kreativ respons på att Lennon, som skrev det mesta av låten, vid denna tid hade börjat ta LSD, en drog som senare skulle komma att bidra till att forma många av The Beatles mest kritikerhyllade verk.
År 1965 släppte Beatles albumet Rubber Soul efter en intensiv inspelning under ett par veckors tid. Albumet anses utgöra en milstolpe och en brytpunkt i bandets karriär då det innehåller ett par av The Beatles mest ansedda låtar; som till exempel "Norwegian Wood (This Bird Has Flown)", "In My Life" och den ironiska "Drive My Car". Textmässigt började bandet bryta ny mark genom att i sina låtar behandla ämnen som döden, ångest, otrohet och politiskt missnöje, en komplexitet där den samtida artisten Bob Dylan hade visat vägen. Medan The Beatles tidiga låtar i princip bara hade behandlat pojkvän–flickvän-temat började bandmedlemmarna i och med Rubber Soul att uttrycka nya känslor, ofta tydligt personliga sådana. För att få sin musik att låta mer innovativ använde man nya instrument eller manipulerade de befintliga för att uppnå ett nytt sound. Harrison spelar till exempel för första gången det indiska instrumentet sitar på låten "Norwegian Wood"; ett instrument han blivit intresserad av efter att ha hört det användas för att krydda soundtracket till "Help!". Beatles involverade även andra, mer avlägsna genrer, exempelvis i "Michelle" och "Girl", vilka uppenbart var influerade av fransk respektive tysk musik. I och med inspelningen av Rubber Soul började man värdera sitt studiomaterial i en helt annan utsträckning än tidigare.
Bandets experimenterande med olika genrer tog ny fart under gruppens senare år. På albumet "The Beatles (The White Album)" återfinns bland annat pastischer och en del blandningar av olika genrer, bland annat ska, heavy metal, jazz, country och avant-garde; dessutom innehåller albumet några av gruppens mest särpräglade texter - baserade på allt ifrån dödsångest till födelsedagsfester. En betydande influens för Lennon under slutet av 1960-talet var hans dåvarande flickvän Yoko Ono som bland annat utgjorde temat i låtarna "I Want You (She's So Heavy)", "Revolution 9" och "The Ballad of John and Yoko". Gruppen influerades också av den våg av tyngre musik som började skörda framgångar på den musikaliska scenen i mitten av 1960-talet med grupper som The Jimi Hendrix Experience och Cream i spetsen. Beatles började därför närma sig en mer ljudförstärkt musik i slutet av sin karriär, vilket resulterade i låtar som "Helter Skelter" och "Revolution".

### I studion

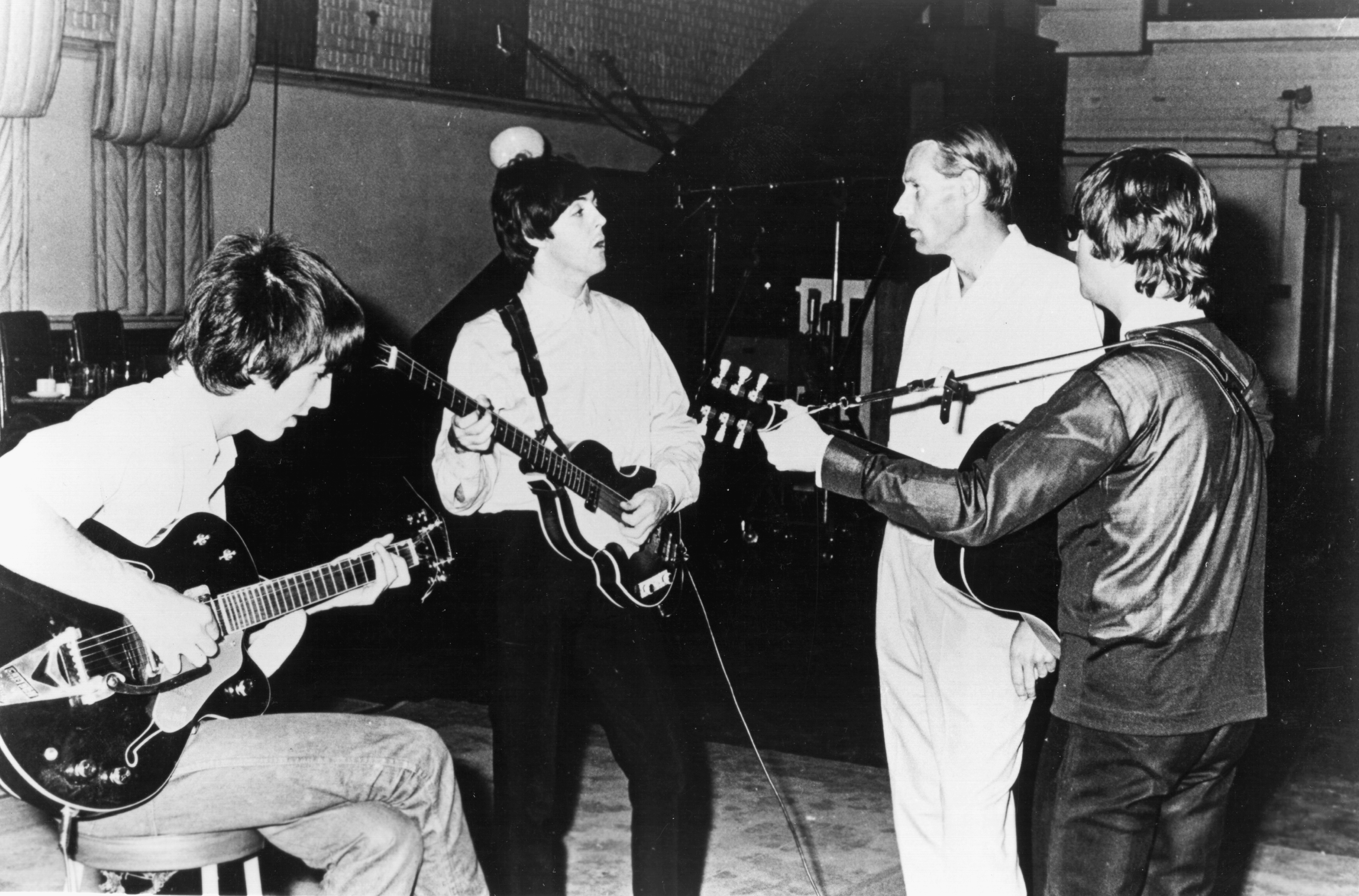
The Beatles i studion med George Martin år 1966.

I takt med att The Beatles låtmaterial efter Rubber Soul blev alltmer sofistikerat, förändrades också medlemmarnas syn på sitt inspelade material. Tidigare hade gruppen skrivit låtar där hänsyn tagits till att dessa skulle kunna gå att spela live. Men i och med att de slutade turnera kunde de fritt experimentera med de möjligheter som en studio gav. På albumet Revolver använde gruppen många innovativa inspelningstekniker, ofta påverkade av deras ständigt ökande drogintag. På albumet Sgt. Pepper's Lonely Hearts Club Band lades varje instrumentalspår omsorgsfullt på efter det föregående för att slipa arrangemangen till perfektion. Ringo Starr och Paul McCartney gjorde till exempel om sina instrumentala insatser på låten "A Day in the Life" på egen begäran för att uppnå bästa möjliga ljud. För att kunna ge uttryck för sina musikaliska idéer började medlemmarna även att modifiera sina instrument för att kunna skapa mer komplexa arrangemang. George Harrison konstruerade ett baklängesinspelat gitarrsolo till låten "I'm Only Sleeping", något som tog sex timmar, och är ett exempel som visar på gruppens iver att utforska sin musikaliska kreativitet. Ian MacDonald skriver: "The Beatles var inte längre intresserade av att simulera sitt liveljud under studioförhållanden utan skapade istället en ny ljudmiljö för varje spår".
Många kritiker menar att det till stora delar var Beatles producent George Martin och ljudtekniker Geoff Emerick som var ansvariga för att bandet började experimentera med sin musik. Martin har dock i efterhand avfärdat hyllningarna och sagt: "Jag tjänade bara som tolk, genialiteten var helt och hållet deras". Musikkritikerna hyllar dock många av hans låtarrangemang, som till exempel i "Being for the Benefit of Mr. Kite!" och "I Am The Walrus", där arrangemangen anses vara direkt bidragande till låtarnas höga kvalité. En annan orsak till Beatles speciella musikproduktion kan enligt skribenten Ian MacDonald ha varit att bandet spelade in samtliga album i London-studion Abbey Road, vilket gick emot den dåvarande trenden bland musikgrupper att förlägga inspelningarna till större studior i till exempel Los Angeles. Genom att stanna i London och behålla en intakt band- och produktionsuppsättning fick gruppen friare händer att styra över sitt inspelade material och kunde de senare åren använda sin gemensamma kreativa kemi till att skapa det bästa möjliga av sin musik. På gruppens sista album, Abbey Road, avslutas ena albumsidan av ett långt komplext medley och kritiker har hyllat slutproduktionen. MacDonald kallade ljudet "kristallklart" och musiksidan AllMusic skriver följande om Abbey Road: "Huruvida Abbey Road är Beatles bästa verk går att diskutera, men det är definitivt det mest oklanderligt producerade (frånsett möjligen Sgt. Pepper) och tajtast uppbyggda", vilket visar på Beatles kontroll över studion i slutet av sin karriär.

### Lennon–McCartney

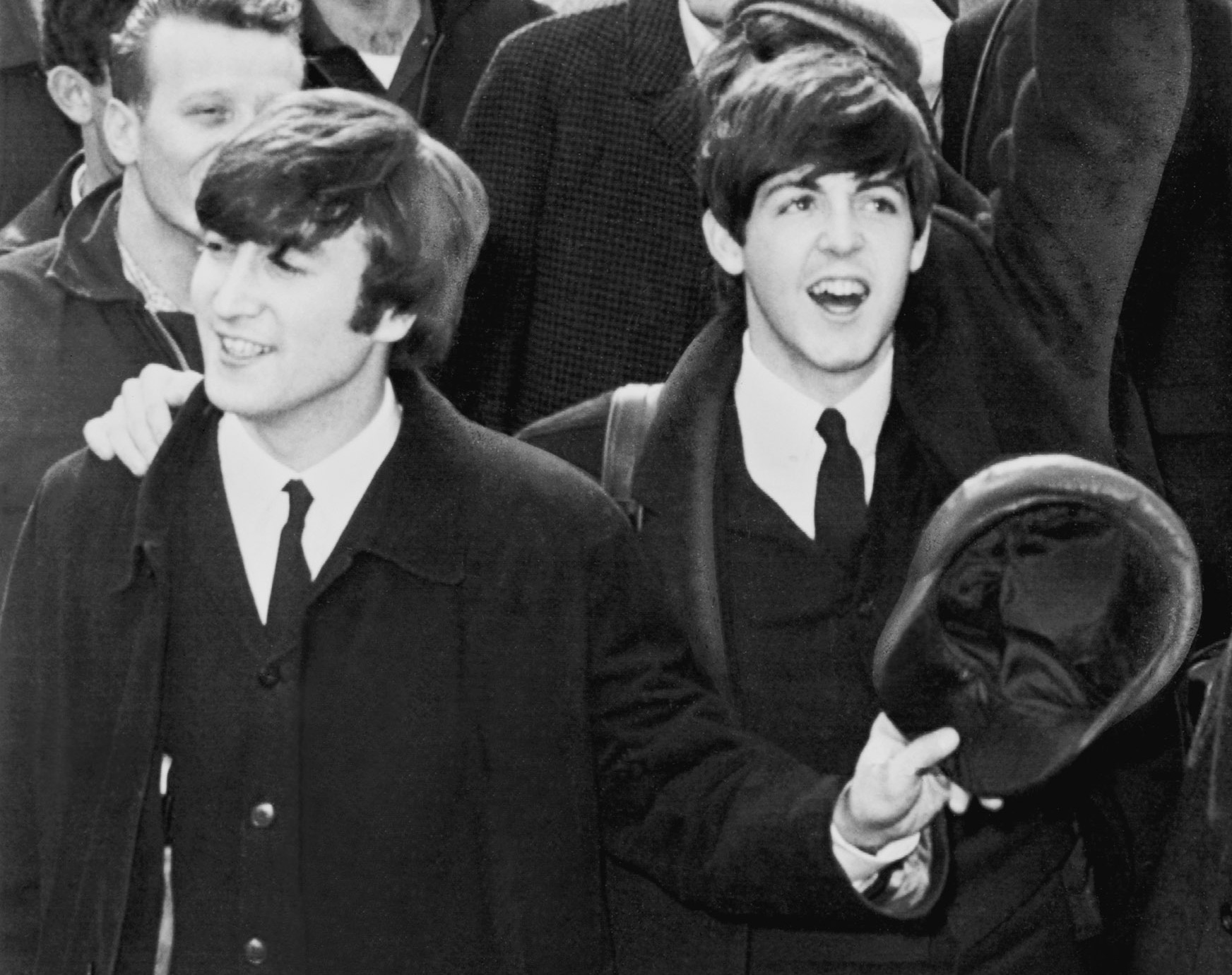
John Lennon och Paul McCartney 1964.

Beteckningen Lennon–McCartney avser kompositörerna till ett musikverk som officiellt skrivits gemensamt av John Lennon och Paul McCartney. Duon delade lika på upphovsrätten till sina låtar under Beatles-tiden, men i verkligheten skapade de långt ifrån allt låtmaterial tillsammans. Det var speciellt i början av Beatles-tiden och tiden innan dess som de skrev i direkt samarbete, medan de senare i sin karriär oftast bara kompletterade den andres låt med ett stick eller ett par versrader. Ett berömt exempel på ett djupgående 50/50-samarbete mellan Lennon och McCartney är låten "A Day in the Life", med en del skriven av Lennon och den andra av McCartney. En tumregel är att den bandmedlem som sjunger låten är den som har skrivit den, medan låtar där båda medlemmarna sjunger olika partier tyder på ett djupare samarbete. Lennon–McCartney är ett av historiens framgångsrikaste låtskrivarpar och tusentals artister har spelat covers av deras låtar. I en intervju med Playboy Magazine år 1980 sa Lennon att i deras gemensamma låtskrivande var McCartney den som ”bidrog med lätthet, en optimism, medan jag [John Lennon] alltid sökte vemodet, disharmonierna, de bluesigare tonerna.” Han menade att de i slutänden på något sätt kompletterade varandra.

## Milstolpar
- The Beatles är det band som har sålt flest skivor världen över. De senaste försäljningssiffrorna som har publicerats är uppe i en miljard sålda album.[4]
- The Beatles invaldes i Rock and Roll Hall of Fame år 1988 och samtliga medlemmar är dessutom invalda som soloartister.[47]
- Samtliga medlemmar anses ha varit musikaliskt banbrytande med sina respektive instrument.[11][12] Både John Lennon och Paul McCartney hamnade till exempel på topp elva när Rolling Stone rankade de 100 bästa sångarna genom tiderna.[48]

## Personer med anknytning till The Beatles

### Pete Best

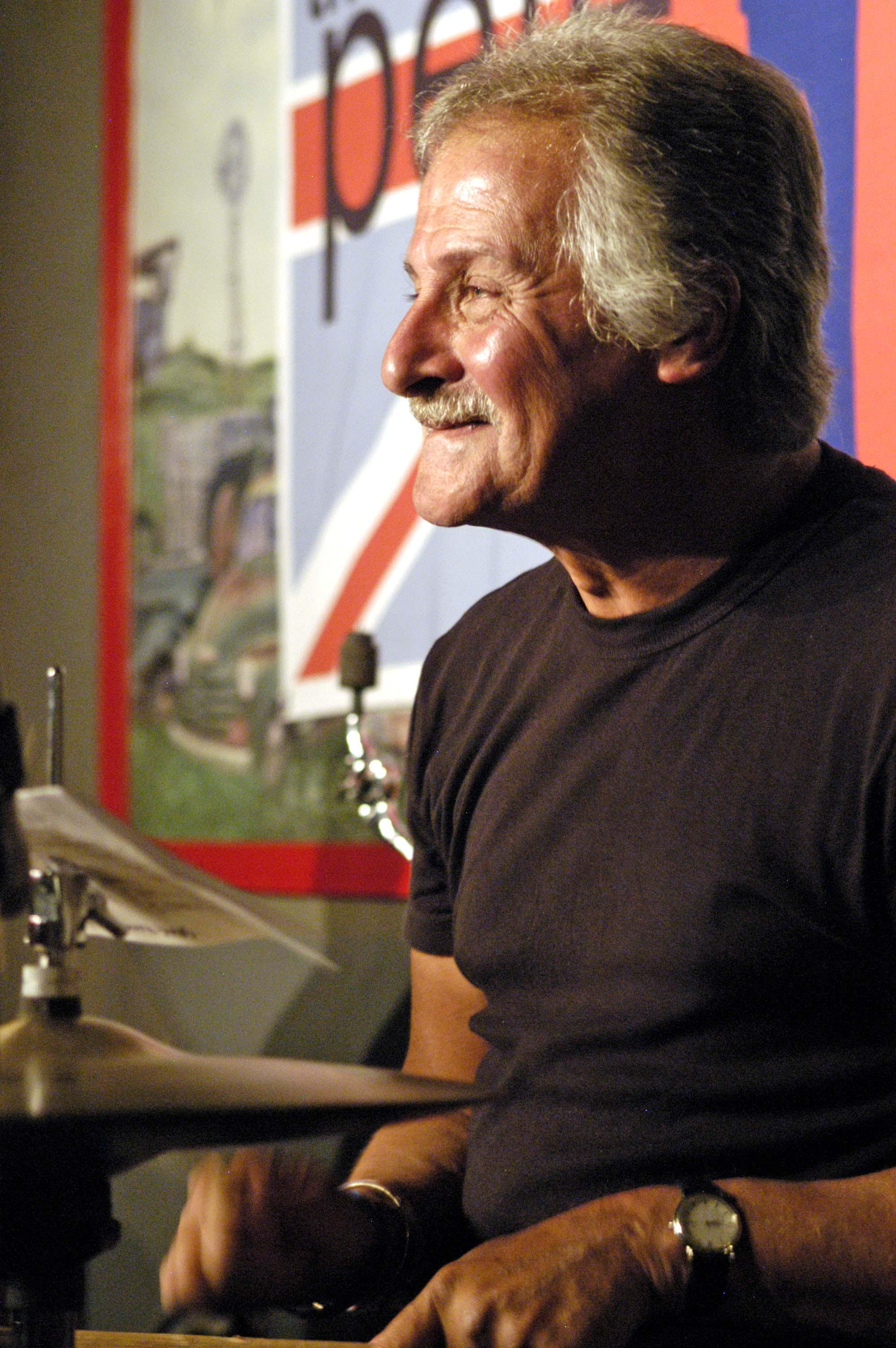
Pete Best.

Best (född den 24 november 1941) var The Beatles trummis mellan åren 1960 och 1962 och var medlem i bandet bland annat under tiden i Hamburg. Best hade ett eget band, The Black Jacks, som spelade på klubbar runt om i Liverpool. Det var i samband med en sådan spelning som Paul McCartney lade märke till Bests trumspel och erbjöd honom en permanent plats i Beatles strax innan de för första gången reste till Hamburg. Best var medlem i gruppen tillräckligt länge för att bland annat spela in skivan My Bonnie med Tony Sheridan där Beatles agerade kompband. I samband med inspelningssejourerna till Beatles första singel "Love Me Do" beslöt de övriga medlemmarna att sparka Best efter begäran från George Martin som klagat på dennes trumspel. Medlemmarna lät managern Brian Epstein meddela Best beslutet vilket gjorde trummisen förkrossad. Bests senare försök att göra karriär som musiker blev misslyckade och vid ett tillfälle då "Beatlemania" hade nått sin höjdpunkt planerade han att begå självmord. Det var inte förrän år 1988 som Best återigen regelbundet började turnera som musiker, då tillsammans med The Pete Best Band.

### Stuart Sutcliffe
Sutcliffe (23 juni 1940–10 april 1962) var Beatles basist åren 1960–1962. Sutcliffe var en talangfull konstnär som träffade John Lennon på en konstskola, varefter Lennon bjöd in Sutcliffe till att spela med i det då nysammansatta bandet, The Beatles. Många vittnar om att Sutcliffe var en bättre konstnär än musiker och på scen kände han sig ofta ovan och blyg. Det sägs att han på spelningar spelade med ryggen mot publiken och inte njöt av rampljuset på samma sätt som sina bandkamrater. Sutcliffes basspel byggde på att spela enkla grundtoner och hans vänner rekommenderade honom att fokusera på konststudierna i stället för på musiken. Pete Best har dock en annan minnesbild och har bland annat påpekat att Sutcliffe agerade "naturligt" på scen och var en duktig musiker. Sutcliffes flickvän i Hamburg, fotografen Astrid Kirchherr, sägs ha skapat den kända Beatlesfrisyren och hon tog flera bilder på bandmedlemmarna under deras tid i Hamburg – bilder som än i dag finns bevarade. Sutcliffe lämnade gruppen efter bandets Hamburgspelning 1962 då han i stället valde att satsa på sina konststudier.
I april samma år började Sutcliffe klaga på huvudvärk och en ljuskänslighet som ibland gjorde honom temporärt blind. Den 13 april kollapsade han under en konstlektion och dödförklarades senare på sjukhuset efter en hjärnblödning orsakad av ett artärbråck. Senare analyser pekar på att ett trauma mot huvudet orsakat hjärnblödningen men hur Sutcliffe fick huvudskadan är fortfarande oklart. Vissa menar att basisten efter ett uppträdande med Beatles i Hamburg 1961 blivit misshandlad av ett rivaliserande band i en gränd, varpå John Lennon och Pete Best kommit till hans undsättning. Sutcliffes familj har själva lagt fram olika teorier, bland annat att han skulle ha fallit nerför en trappa och slagit i huvudet. Sutcliffes syster menar att det i själva verket var Lennon som oprovocerat hade misshandlat Sutcliffe och att McCartney blivit vittne till händelsen. McCartney hävdar dock att han inte minns någon sådan händelse och han sade: "Det är möjligt att Lennon och Sutcliffe hade något bråk när de var berusade men jag kommer inte ihåg att något ovanligt skulle ha hänt".

### Brian Epstein
Epstein (19 september 1934–27 augusti 1967) var The Beatles manager mellan 1962 och 1967 och anses allmänt vara anledningen till att The Beatles gick från att vara ett amatörband till att bli professionella musiker. Som van affärsman såg han till att bandet fick både skivkontrakt och tillräckligt med turnématerial och han agerade också som en stöttepelare till medlemmarna, som de första åren ofta kände sig osäkra i sina nya roller som internationella kändisar. Det var under en lunch på The Cavern Club i Liverpool som Epstein för första gången stötte på The Beatles när de uppträdde. Han såg genast potential hos bandet och såg till att ta över som bandets nye manager. En av de första saker han gjorde var att se till att bandet fick kontakt med ett antal skivbolag och sedermera med Parlophone och George Martin. Han propsade också på att bandet skulle skaffa sig en socialt accepterad klädstil och börja bete sig mer väluppfostrat. Detta blev något av en chock för de fyra unga musikerna som redan var vana brukare av både droger och vulgära uttalanden. Tack vare sin nya stil lyckades bandet attrahera fler lyssnare och det banade senare väg för den generationsöverskridande popularitet The Beatles åtnjöt under sina kommersiellt mest framgångsrika år.
Kort efter Epsteins död uppdagades för allmänheten att han varit homosexuell, ett stort socialt handikapp på 1960-talet. Han dog av en överdos i slutet av augusti 1967 efter att ha varit deprimerad en längre tid, vilket kan ha varit en effekt av det samhälleliga förakt han kände existerade mot hans sexuella läggning. Även om The Beatles kände till och accepterade hans läggning gav Lennon ofta sarkastiska pikar kring sexualitet riktade till Epstein och han drev med managerns ensamhet i jakten på kärlek; men ingen utanför gruppen hade tillåtelse att ta del av den väl bevarade hemligheten eller att skämta om Epstein. Även om Lennon gjorde sig lustig på bekostnad av managern var de på semester i Spanien tillsammans 1963, något som Lennon senare beskrev som "nästan en kärleksaffär men inte riktigt (...) Det var mitt första utlämnande möte med en man som jag visste var homosexuell (...) Jag tyckte faktiskt ganska bra om upplevelsen." Det uppkom senare rykten om att någon form av sexakt ska ha ägt rum mellan Lennon och Epstein, något som Lennon dementerade.

## Diskografi
Under 1950- och 1960-talen var skivutgivningen inom populärmusiken inte alls lika internationellt standardiserad som senare. Därför kom utgivningen att variera från land till land. Huvudkatalog beträffande Beatlesskivor anses vara den brittiska. I Sverige kom utgivningen av Beatles LP-skivor att i stort följa den brittiska huvudkatalogen, medan den svenska katalogen med singelskivor avvek betydligt, åtminstone under första halvan av 1960-talet.
Studioalbum
- 1963 – Please Please Me
- 1963 – With the Beatles
- 1964 – A Hard Day's Night
- 1964 – Beatles for Sale
- 1965 – Help!
- 1965 – Rubber Soul
- 1966 – Revolver
- 1967 – Sgt. Pepper's Lonely Hearts Club Band
- 1967 – Magical Mystery Tour
- 1968 – The Beatles
- 1969 – Yellow Submarine
- 1969 – Abbey Road
- 1970 – Let It Be

Övriga album och samlingar

- 1964 – The Beatles First
- 1964 – The Beatles with Tony Sheridan & Guests
- 1964 – Ain't She Sweet
- 1964 – The Beatles vs. The Four Seasons
- 1965 – The Early Beatles
- 1965 – The Beatles Greatest Hits
- 1966 – A Collection of The Beatles Oldies But Goldies
- 1967 – The Beatles' First
- 1968 – The Beatles In Hamburg
- 1970 – Hey Jude
- 1970 – The Beatles' Christmas Album
- 1970 – The Beatles' Greatest Hits
- 1970 – In the Beginning
- 1973 – The Beatles Beat
- 1973 – The Beatles 1962–1966
- 1973 – The Beatles 1967–1970
- 1976 – Rock 'n' Roll Music
- 1976 – The Beatles Tape
- 1977 – The Beatles First and Tony Sheridan
- 1977 – The Beatles At the Hollywood Bowl
- 1977 – The Beatles Live At The Star-Club in Hamburg, Germany; 1962
- 1977 – Love Songs
- 1977 – Live at Star Club 1962, Vol. 1
- 1977 – Live at Star Club 1962, Vol. 2
- 1978 – The Beatles Collection
- 1978 – Rarities
- 1979 – The Beatles Mono Collection
- 1979 – The Beatles Rarities
- 1980 – Rarities
- 1980 – Rock 'n' Roll Music, Volume 1
- 1980 – Rock 'n' Roll Music, Volume 2
- 1981 – A Collection of The Beatles Oldies But Goldies
- 1982 – Reel Music
- 1982 – 20 Greatest Hits
- 1987 – All Our Loving
- 1987 – East Coast Invasion!
- 1987 – West Coast Invasion!
- 1988 – Past Masters Volume 1
- 1988 – Past Masters Volume 2
- 1994 – Live at the BBC
- 1995 – Anthology 1
- 1996 – Anthology 2
- 1996 – Anthology 3
- 1999 – Yellow Submarine Songtrack
- 2000 – The 45's
- 2000 – The Ep's
- 2000 – The CD's
- 2000 – 1
- 2003 – Let It Be... Naked
- 2004 – The Capitol Albums Volume 1
- 2006 – The Capitol Albums Volume 2
- 2006 – Love
- 2009 – The Beatles in Mono
- 2009 – The Beatles Stereo Box Set
- 2012 – Tomorrow Never Knows
- 2013 – On Air - Live At The BBC Volume 2
- 2013 – The Beatles Bootleg Recordings 1963
- 2014 – The U.S. Albums

## Filmer
Sammanlagt gjorde Beatles fem filmer.
- Yeah! Yeah! Yeah! (A Hard Day's Night) (1964)
- Hjälp! (Help!) (1965)
- Magical Mystery Tour (1967)
- Gul gul gul är vår undervattningsbåt, (Yellow Submarine) (1968)
- Let It Be (1969)

## Priser och utmärkelser
- Grammy Award för bästa nya artist,  1965[1]
- Grammy Award för bästa popalbum, för Sgt. Pepper's Lonely Hearts Club Band,  29 februari 1968[2]
- Grammy Award för årets album, för Sgt. Pepper's Lonely Hearts Club Band, med  George Martin,  29 februari 1968[2]
- Rock and Roll Hall of Fame,  1986[3]
- Grammy Trustees Award,  1988
- Grammy Award för bästa musikvideo,  1996
- Grammy Lifetime Achievement Award,  2014
- Stjärna på Hollywood Walk of Fame
- Hollywood Walk of Fame

[Redigera Wikidata]